# Лекшмозерская волость
Лекшмозерская во́лость — волость в составе Каргопольского уезда Олонецкой губернии.

## Общие сведения
Волостное правление располагалось в селении Лекшмозерский погост.
В состав волости входили сельские общества, включающие 19 деревень:
- Долгозерское общество
- Лекшмозерское общество
- Орловское общество
- Труфановское общество

На 1890 год численность населения волости составляла 2224 человека.
На 1905 год численность населения волости составляла 2683 человека. В волости насчитывалось 404 лошади, 439 коров и 908 голов прочего скота.
В ходе реформы административно-территориального деления СССР в 1927 году волость была упразднена. 
В настоящее время территория Лекшмозерской волости относится в основном к Каргопольскому району Архангельской области.